# Словечанська сільська територіальна громада
Словечанська сільська територіальна громада — територіальна громада в Україні, в Коростенському районі Житомирської області. Адміністративний центр — село Словечне.

## Площа та населення
Площа території — 1 337, 7 км², кількість населення — 11 402 особи (2020 р.).
Станом на 2019 рік: площа території — 1 183,01 км², населення громади — 9 121 особа (2019 р.).

## Населені пункти
До складу громади входять 35 сіл: Антоновичі, Бігунь, Білка, Верпа, Возлякове, Возничі, Городець, Дуби, Задорожок, Іллімка, Кованка, Козулі, Кошечки, Красилівка, Листвин, Лучанки, Мацьки, Можари, Нова Рудня, Нові Велідники, Переброди, Побичі, Прибитки, Рокитне, Селезівка, Сирниця, Словечне, Сорокопень, Старі Велідники, Тхорин, Усове, Чабан, Червонка, Червоносілка та Черевки.

## Історія
Утворена 7 липня 2017 року шляхом об'єднання Городецької, Листвинської, Лучанківської, Можарівської, Словечанської, Усівської та Черевківської сільських рад Овруцького району Житомирської області.
18 січня 2018 року добровільно приєдналася Бігунська сільська рада Овруцького району.
Відповідно до розпорядження Кабінету Міністрів України № 711-р від 12 червня 2020 року «Про визначення адміністративних центрів та затвердження територій територіальних громад Житомирської області», до складу громади була включена територія та населені пункти Нововелідницької сільської ради Овруцького району.
Відповідно до постанови Верховної Ради України від 17 червня 2020 року «Про утворення та ліквідацію районів», громада увійшла до складу новоствореного Коростенського району Житомирської області.